# Deothsidh
Deothsidh – miasto w północnych Indiach w stanie Himachal Pradesh, w zachodnich Himalajach.